# Собичеве
Собичеве (на украински: Собичеве) e село в Украйна, Шосткински район на Сумска област. Населението наброява 641 жители.
Орган на местното самоупрвленне е Собичевската селска рада (съвет).
От Собичиве произхожда родът на Александър Лукашенко - първия президент на Република Беларус.